# Jonathan de Felipe Lorenzo
Jonathan de Felipe Lorenzo (Breña Alta, 25 de abril de 1983) es un abogado y político español, alcalde desde el 13 de junio de 2015 del municipio de Breña Alta, en la isla de La Palma. Licenciado en Derecho por la Universidad de Sevilla, cursó sus estudios de primaria en el Colegio Manuel Galván de las Casas, en San Pedro (Breña Alta) y con posterioridad realizó la etapa de secundaria en el Instituto Alonso Pérez Díaz (Santa Cruz de La Palma). Es experto en Justicia de Menores por la Universidad de Sevilla (2007); Máster en Derecho Internacional, Diplomático y Consular, con mención en Comercio Exterior y Jurista Internacional por el Instituto Superior de Derecho y Economía y la Universidad Rey Juan Carlos. Máster en Urbanismo y Ordenación del Territorio, por la UNIR (2021-2022). Colegiado en el Colegio de abogados de La Palma y abogado ejerciente, milita en Coalición Canaria, partido político con quien entró en el mundo de la política en mayo de 2011. En esa fecha se presentó como candidato a la alcaldía del municipio palmero de Breña Alta, frente a un gobierno local liderado por los socialistas con Blas Bravo a la cabeza, quien acumulaba cinco legislaturas consecutivas con mayorías absolutas. 
Fue Secretario general de los Jóvenes Nacionalistas de Canarias en el período comprendido entre 2012 y 2016, etapa que estuvo precedida por su entrada en política en el año 2011 en el Ayuntamiento de Breña Alta, cuando consiguió 5 concejales de los 13 ediles del consistorio local. Durante esa legislatura ejerció la portavocía de la oposición al Gobierno que sellaron los socialistas (seis concejales), con los populares (dos), que resultaron imprescindibles para que el PSOE conservara la alcaldía en el que sería su sexto mandato gracias al apoyo de los conservadores. 
Ganó las elecciones en 2015 con seis concejales de los siete necesarios para alcanzar la mayoría absoluta. Pese a las tensiones en las fechas previas a la constitución de la nueva corporación, el 13 de junio de 2015 fue nombrado alcalde de Breña Alta con los votos a favor de los concejales electos de su partido, Coalición Canaria. Con posterioridad, los socialistas se integrarían en el grupo de Gobierno. En su trayectoria figura su elección por parte de Coalición Canaria como número tres en la candidatura al Congreso de los Diputados en las Elecciones Generales de noviembre de 2011, lista encabezada por una de las históricas de Coalición Canaria, Ana Oramas y actual diputada de CC en la Cámara Baja, acompañada con Milagros Luis Brito como número dos. Jonathan Felipe revalidó sus segunda legislatura, ahora con una holgada mayoría absoluta en mayo de 2019, cuando logró la confianza de los electores con nueve de los 13 concejales del Ayuntamiento de Breña Alta. Su llegada al Parlamento de Canarias como diputado de Coalición Canaria fue también en esa legislatura, en una lista en la que ocupaba el número dos. Felipe es actualmente alcalde de Breña Alta, y fue noticia al proponer un gobierno de concentración en el Ayuntamiento de Breña Alta a los partidos políticos en la oposición. Pese a su mayoría absoluta, Jonathan Felipe argumentó que era necesario el trabajo conjunto de todas las fuerzas políticas en una etapa política marcada por la confrontación.  
En 2023, reelección como alcalde con una holgada mayoría absoluta, consiguiendo un concejal más que en la legislatura anterior, un total de 10, así como la reelección como Diputado del Parlamento por la Isla de La Palma, formando parte de las siguientes comisiones: portavoz en la comisión de Gobernación, Desarrollo autonómico y Justicia; miembro de la comisión de Presupuestos y Hacienda, portavoz de la comisión de Derechos Sociales, Igualdad, Diversidad y Juventud, presidente de la comisión de Control de la RTVC. 

## Iniciativas
De su actividad en el Parlamento de Canarias destacan algunas de sus iniciativas tales como:
- la aprobación de la iniciativa para tramitar la declaración de la Fiesta de la Cruz como Bien de Interés Cultural y de Interés Turístico Regional.
- la petición de una regulación específica para la Pesca Recreativa en aguas canarias, para lo que considera clave la marcha atrás de la tramitación del nuevo Real Decreto que regulará esta modalidad deportiva, que no tiene en cuenta las singularidades de las islas y que no cuenta con el consenso del sector pesquero regional. 
- obtención del compromiso del Gobierno de Canarias para solicitar al Estado la corrección en la aplicación de los descuentos de la prestación por desempleo a los beneficiarios de los ERTE. 
- solicitud al Ejecutivo canario para que defienda y cumpla con el Acuerdo Marco en la defensa de las Escuelas Unitarias de Canarias, en el ámbito de competencias de la Consejería de Educación del Gobierno de Canarias. 
- especial relevancia tuvo la presencia que dio en la Cámara Regional de la situación de las 130 personas que, en Canarias, padecen Esclerosis Lateral Amiotrófica (ELA), acción que llevó a cabo dando voz a la movilización social solidaria en favor de una mayor investigación sobre esta enfermedad y un mejor diagnóstico y tratamiento a la situación de los pacientes que la padecen. 
- su petición al Gobierno de Canarias para que valorara los estudios que alertan de posibles riesgos para la salud por el uso de mascarilla durante la práctica deportiva
- la elaboración de un protocolo para permitir a los pacientes ingresados en el hospital recibir visitas o estar acompañados por algún familiar o persona cercana y el protocolo de salida de usuarios de residencias y centros de mayores y discapacidad en Canarias, que permanecieron más de siete meses aislados tras el confinamiento ocasionado por la pandemia de la Covid-19, son algunas otras de sus iniciativas en sede parlamentaria.